# CAMEL
CAMEL, или полностью Customised Applications for Mobile networks Enhanced Logic  (ETSI TS 123 078) — набор стандартов, реализующих интеллектуальные услуги в GSM и UMTS сетях. Основное отличие от INAP, который по сути предназначен для тех же целей — это независимость от производителя оборудования и, как следствие, возможность использования услуг при нахождении в гостевой сети (т. н. роуминг).
Основной принцип интеллектуальных сетей состоит в переносе логики обработки вызова с коммутатора, который в этом случае отвечает только за коммутацию вызова и называется Service Switching Point (SSP), на внешний контролирующий узел — Service Control Point (SCP). Благодаря такому разделению появляется возможность реализовать новые услуги (а также модифицировать существующие) без длительных и дорогостоящих изменений в программном обеспечении коммутаторов.

## Развитие протокола
Развитие протокола происходит этапами, которые называются Фазами. Каждая Фаза (на момент 2010 года их 4) добавляет в протокол новые возможности. В то же время сохраняется принцип обратной совместимости - узел с новой фазой обязан иметь возможность работы с узлами, которые используют более старые фазы протокола.

### Фаза 1
В этой фазе определены лишь некоторые механизмы контроля состояния вызова. Для их реализации введено понятие Базовой модели состояния вызова (BCSM), которая описывает возможные состояния вызова и процессы при переходе от одного состояния к другому.
Фаза 1 позволяет SCP блокировать вызов (останавливать его на начальной стадии), разрешать его или изменять ограниченный набор параметров (таких как вызываемый номер) и продолжать модифицированный вызов. Также есть возможность отслеживания некоторых состояний вызова (ответ вызываемого абонента, окончание разговора) и реакции на них.

### Фаза 2
Фаза 2 расширила возможности фазы 1. Список улучшений:
- Дополнительные состояния вызова (detection points)
- Возможность взаимодействия абонента и услуги с помощью уведомлений, голосовых подсказок. Получение ответной информации через голосовой канал связи или используя услугу Unstructured Supplementary Service Data (USSD)
- Дополнительные сообщения для контроля длительности вызова
- SCP получил возможность внесения дополнительных записей в CDR на коммутаторе для лучшей интеграции с системами биллинга

### Фаза 3
В фазе 3 были добавлены следующие возможности:
- Поддержка функций предотвращения перегрузок
- Поддержка Dialed Services (возможность отдельной обработки вызовов на заданные номера)
- Возможность обработки мобильных событий, таких как недоступность абонента и роуминг
- Контроль GPRS сессий и PDP контекстов
- Контроль исходящих СМС, как через сеть с коммутацией каналов, так и через сети с коммутацией пакетов

## Примеры сервисов

### Prepaid
Идея сервиса состоит в том, что каждый исходящий и входящий вызов абонента поступает на SCP для анализа. Благодаря этому есть возможность online-тарификации и ограничения длительности вызова в соответствии с балансом абонента. Всё это справедливо и для абонентов в роуминге, если гостевая сеть поддерживает CAMEL и обе сети имеют взаимную договорённость о CAMEL-роуминге своих абонентов.

### RBT
Сервис, в котором благодаря IN (INAP или CAMEL) стандартные гудки (КПВ) заменяются мелодией. Возможен также вариант реализации этого сервиса с использованием ISUP.
Техническая реализация состоит в установлении временного соединения с IVR (который и проигрывает мелодию) до тех пор, пока не будет получено событие ответа от вызываемого абонента или событие с ошибкой в установлении вызова. В случае получения ответа, SCP указывает коммутатору продолжить изначальный вызов.

### Короткие номера
Этот сервис широко применяется при роуминге, когда в гостевой сети нет возможности преобразовать короткий номер в его полный вариант.
Для решения этой проблемы можно использовать CAMEL-подписку на SCP, который при получении запроса с коротким номером укажет коммутатору установить соединение с полным номером.

### Virtual Private Networks
Сервис, позволяющий организовать аналог мини-АТС на основе сети GSM - со своим номерным планом, ограничениями на звонки, статистикой.